# Liste der Kulturgüter in Knonau
Die Liste der Kulturgüter in Knonau enthält alle Objekte in der Gemeinde Knonau im Kanton Zürich, die gemäss der Haager Konvention zum Schutz von Kulturgut bei bewaffneten Konflikten, dem Bundesgesetz vom 20. Juni 2014 über den Schutz der Kulturgüter bei bewaffneten Konflikten sowie der Verordnung vom 29. Oktober 2014 über den Schutz der Kulturgüter bei bewaffneten Konflikten unter Schutz stehen.
Objekte der Kategorie A sind im Gemeindegebiet nicht ausgewiesen, Objekte der Kategorie B sind vollständig in der Liste enthalten, Objekte der Kategorie C fehlen zurzeit (Stand: 1. Januar 2023). Unter übrige Baudenkmäler sind weitere geschützte Objekte zu finden, die im Verzeichnis der Objekte von überkommunaler Bedeutung der kantonalen Denkmalpflege zu finden und nicht bereits in der Liste der Kulturgüter enthalten sind.

## Kulturgüter
| Foto | | Objekt                                          | Kat. | Typ | Standort                           | Beschreibung                                                                                                 |
| ---- | --------------------------------------------------------------------------------------------------- | ----------------------------------------------- | ---- | --- | ---------------------------------- | --- |
| ja   | Datei hochladen · Wikidata zu Baaregg, ehem. Hofgut (1512, um 1720) des Klosters Kappel (Q29932841) | Doppelwohnhaus Baaregg KGS-Nr.: 07529           | B    | G   | Baaregg 32–34 678683 / 229976      | |
| ja   | Datei hochladen · Wikidata zu Reformierte Kirche Knonau (Q29932843)                                 | Reformierte Kirche KGS-Nr.: 07530               | B    | G   | Uttenbergstrasse 5 677405 / 230800 | |
| ja   | Datei hochladen · Wikidata zu Schloss Knonau (Q2241891)                                             | Schloss Knonau mit Nebengebäuden KGS-Nr.: 07531 | B    | G   | Schloss 1 677685 / 230722          | Umfasst Schloss, Waschhaus, Sennhütte, Scheune, ehemaliges Gefängnis «Schlössli», Trotte und Gartenpavillon. |

## Übrige Baudenkmäler
| ID       | Foto |                 | Objekt                                                      | Kat.    | Typ | Standort                              | Beschreibung |
| -------- | ---- | --------------- | ----------------------------------------------------------- | ------- | --- | ------------------------------------- | ------------ |
| 00700007 | ja   | Datei hochladen | Bauernhaus Buechhof                                         | B reg.  | G   | Baareggstrasse 51 679127 / 230025     |              |
| 00700243 |      | Datei hochladen | Bauernhaus / Pilgerraststätte                               | B reg.  | G   | Hinteruttenberg 61 676192 / 232109    |              |
| 00700345 | ja   | Datei hochladen | Doppelwohnhaus mit ehemaliger Trotte                        | C       | G   | Oberdorfstrasse 21 677565 / 230985    |              |
| 00700601 | ja   | Datei hochladen | Waschhaus                                                   | B kant. | G   | bei Oberdorfstrasse 2 677528 / 230884 |              |
| 00700603 | ja   | Datei hochladen | Reformiertes Pfarrhaus                                      | B kant. | G   | Oberdorfstrasse 2 677524 / 230860     |              |
| 00700623 | ja   | Datei hochladen | Wohnhaus, ehemaliges Blaufärberhaus Zur Farb                | B reg.  | G   | Zur Farb 677630 / 230789              |              |
| 00700637 | ja   | Datei hochladen | Schloss Knonau, Gerichtshaus (Hausteil 1)                   | B kant. | G   | Schloss 637 677630 / 230751           |              |
| 00700638 | ja   | Datei hochladen | Schloss Knonau, Gerichtshaus (Hausteil 2)                   | B kant. | G   | Schloss 677647 / 230760               |              |
| 00700640 | ja   | Datei hochladen | Schloss Knonau, Wohnhaus / ehemalige Sennhütte (Hausteil 1) | B kant. | G   | Sennhaus 1 677686 / 230768            |              |
| 00700641 | ja   | Datei hochladen | Schloss Knonau, Wohnhaus / ehemalige Sennhütte (Hausteil 2) | B kant. | G   | Sennhaus 2 677677 / 230760            |              |
| 00700642 | ja   | Datei hochladen | Schloss Knonau, Wohnhaus / ehemalige Sennhütte (Hausteil 3) | B kant. | G   | Sennhaus 3 677673 / 230756            |              |
| 00700643 | ja   | Datei hochladen | Schloss Knonau, Wohn- und Wachthaus                         | B kant. | G   | Chamstrasse 677646 / 230724           |              |
| 00700644 | ja   | Datei hochladen | Schloss Knonau, Trotte mit Scheune / Atelier (Hausteil 1)   | B kant. | G   | Chamstrasse 677632 / 230711           |              |
| 00700646 | ja   | Datei hochladen | Schloss Knonau, Trotte mit Scheune / Atelier (Hausteil 2)   | B kant. | G   | Chamstrasse 677638 / 230704           |              |
| 00700647 | ja   | Datei hochladen | Schloss Knonau, Kegelbahn / Gartenpavillon                  | B kant. | G   | Chamstrasse 677714 / 230730           |              |
| 00700649 | ja   | Datei hochladen | Schloss Knonau, ehemaliges Gefängnis / Wohnhaus             | B kant. | G   | Chamstrasse 677676 / 230681           |              |
| 00700663 | ja   | Datei hochladen | Ehemaliges Bauernhaus                                       | C       | G   | Bahnhofweg 1 677699 / 230638          |              |

Legende: Im Wesentlichen siehe Legende der Liste der Kulturgüter von nationaler und regionaler Bedeutung, mit folgenden Ausnahmen:
- Anstelle der KGS-Nummer wird als Objekt-Identifikator (ID) die Inventarnummer im Verzeichnis der Objekte von überkommunaler Bedeutung des kantonalen Denkmalschutzamtes verwendet.
- Bei den Kategorien wird wie folgt unterschieden: B kant. = Objekt von kantonaler Bedeutung (Kanton Zürich); B reg. = Objekt von regionaler Bedeutung (Kanton Zürich).